# Helena Ogińska
Helena Ogińska z Ogińskich (ur. 22 października 1700. zm. 3 grudnia 1790) – wojewodzianka, marszałkowa, kasztelanowa wileńska. Córka Kazimierza Dominika i Eleonory Woyno. Żona Ignacego Ogińskiego, marszałka wielkiego litewskiego.
Słynęła z wszelkich cnót niewieścich oraz nadzwyczajnej siły fizycznej. Obdarzona bystrym umysłem, dowcipem, rozsądkiem i rzadką roztropnością.
Podczas wesela królewicza Fryderyka Augusta z Marią Józefą, córką cesarza Józefa I w Dreźnie na karuzelu przez młode damy odprawianym mając osiemnaście lat wszystkie rycerskie turnieje wielką zręcznością i dzielnością odbyła, pokonując wszystkich przeciwników pierwszą nagrodę otrzymała.
Będąc w wieku podeszłym „także talerze srebrne bez żadnej trudności w trąbki zwijała i rozwijała oraz talary i grosze palcami łamała”.
Wielkie znaczenie i zaufanie miała na dworach w Warszawie i Petersburgu. Była przykładna, pobożna, czyniła wiele miłosiernych uczynków swoim bliźnim. Pozostawiła w Warszawie wiele pamiątek. Zmarła w Warszawie.